# Daniel Rébillard
Daniel Denis Étienne Rébillard (Tournan-en-Brie, 20 december 1948) is een voormalig Frans wielrenner.
Rébillard won tijdens de Olympische Zomerspelen 1968 in Mexico-Stad. Een jaar later tijdens de wereldkampioenschappen won Rébillard zowel op de achtervolging als op de ploegenachtervolging de bronzen medaille. In 1969 werd Rébillard ook professional. Rébillard reede de Ronde van Frankrijk 1974 en eindigde als 77ste. 

## Kampioenschappen
| Jaar | WK                                   | Olympische Zomerspelen                  |
| ---- | ------------------------------------ | --------------------------------------- |
| 1968 |                                      | achtervolging · 5e ploegenachtervolging |
| 1969 | ploegenachtervolging · achtervolging |                                         |

1964: Jiří Daler ·
1968: Daniel Rébillard ·
1972: Knut Knudsen ·
1976: Gregor Braun ·
1980: Robert Dill-Bundi ·
1984: Steve Hegg ·
1988: Gintautas Oemaras ·
1992: Chris Boardman ·
1996: Andrea Collinelli ·
2000: Robert Bartko ·
2004: Bradley Wiggins ·
2008: Bradley Wiggins
Wielerploegen van Daniel Rébillard
Abrahamian ·
Aimar ·
Bellone · 
Billard ·
Brouwer (tot 15/04) ·
Catieau · 
Dewaele ·
Jensen (tot 31/03) ·
Graczyk ·
B. Guyot · 
C. Guyot ·
Heintz ·
Hendrickx ·
Hoban ·
Jansen ·
Lapébie ·
Mintkiewicz · 
Ravaleu ·
Rébillard ·
Ricci ·

Riotte ·
Teirlinck ·
Theillière ·
Van de Gehuchte ·
Van Impe ·
Wilhelm
Aimar ·
Bellone · 
Bernard ·
Catieau · 
Demeyer ·
Guyot · 
Hézard ·
Hoban ·
Jansen ·
Lapébie ·
Mintkiewicz · 
Molineris ·
Rébillard ·
Ricci ·
Riotte ·
Sanquer ·
Teirlinck ·
Van de Gehuchte ·
Van Impe ·
Van Ryckeghem
Blain · 
Botherel ·
Buslot ·
Catieau · 
Delchambre ·
Fin ·
Guillaume · 
Guyot · 
Hézard ·
Mintkiewicz · 
Molineris ·
Pustjens · 
Rabaute ·
Rébillard ·
Ricci ·
Riotte ·
Roques ·
Sanquer ·
Teirlinck ·
Van Impe ·
Van Ryckeghem
Coquery ·
Corbeau ·
Coroller ·
G. David ·
W. David ·
De Brauwere ·
De Muynck ·
De Witte ·
Dedeckere ·
Delcroix ·
Demeyer ·
Dierickx ·
Ducreux ·
Dury ·
Fontaine ·
Godefroot ·
Goossens ·
Legeay ·
Leveau ·
Maertens ·
Martens ·
Mendes ·
Misac ·
Molineris ·
Pollentier (vanaf 01/05) ·
Rébillard ·
Sanquer ·
Sersté ·
Van Damme ·
Van De Vijver ·
Van der Slagmolen ·
Van Lancker · 
Van Landeghem ·
Van Olmen ·
Vantyghem ·
Vanmarcke ·
Verplancke ·
Verschaeve (vanaf 01/06) ·
Wijckaert